# کوه‌اسب
کوه‌اسب (نام علمی: Orohippus) نام یک سرده از شاخه طنابداران است.